# Tedd Pierce
Edward Stacey "Tedd" Pierce III (12 de agosto de 1906 - 19 de febrero de 1972), conocido como Tedd Pierce, fue un artista y escritor estadounidense de dibujos animados. 
Pierce pasó gran parte de su vida trabajando para el estudio de animación "Termite Terrace" de Warner Bros., junto a animadores como Chuck Jones y Michael Maltese. Jones se refirió a Pierce en su autobiografía de 1989 Chuck Amuck: The Life and Times of an Animated Cartoonist como la inspiración para el personaje Pepé Le Pew. 
Pierce también trabajó como actor de voz en algunos dibujos animados. Su voz era similar a la de Bud Abbott. Parte de sus trabajos fue la serie de cortometrajes de Babbit y Catstello. Trabajó además en Wackiki Wabbit.
En sus primeros años aparecía en los créditos como "Ted". Se dice que agregó una "d" a su nombre como una manera de imitar a Bil Baird, quien sacó una "l" del suyo.
Trabajó (junto a Bill Danch) en la historia del cortometraje de Tom y Jerry Tall in the Trap (1962), dirigido por Gene Deitch. Originalmente iba a ser protagonizado por el gato Silvestre y Speedy González, y dirigido por Robert McKimson. McKimson no estuvo conforme con la historia, y decidió no utilizarla. En cambio, Pierce fue capaz de vendérsela a Deitch, que buscaba historias para Tom y Jerry.
- Datos: Q3517069